# Thorsten Kinhöfer
Thorsten Kinhöfer (født 27. juni 1968) er en tysk fodbolddommer fra Herne. Han har dømt internationalt under det internationale fodboldforbund FIFA siden 2006, hvor han er placeret i den europæiske dommergruppe som Category 3-dommer, der er det fjerde højeste niveau for internationale dommere. Tidligere har han været indrangeret et niveau højere, men blev rykket ned i 2011.
Han fik sin debut i den tyske Bundesliga i 1997. Siden har han også dømt et enkelt år i den sydkoreanske K-league, Qatars Q-leauge og den saudiarabiske liga.

## Kampe med danske hold
- Den 6. august 2008: Kvalifikation til Champions League: Modriča – AaB 1-2.
- Den 4. august 2011: Kvalifikation til Europa League: Brøndby IF – SV Ried 4-2.